# Созоново (Тюменская область)
Созоново — село в Тюменском районе Тюменской области Российской Федерации. Входит в Каскаринское муниципальное образование.

## География
Деревня находится на юго-западе Тюменской области, в пределах юго-западной части Западно-Сибирской низменности, на левом берегу реки Туры, на расстоянии примерно 37 километров (по прямой) к востоку от города Тюмени, административного центра области и района.

### Климат
Климат резко континентальный, с холодной продолжительной зимой и тёплым относительно коротким летом. Среднегодовая температура — 0,7 °C. Средняя температура воздуха самого холодного месяца (января) — −17,2 °C (абсолютный минимум — −46 °C); самого тёплого месяца (июля) — 17,8 °C (абсолютный максимум — 39 °С). Безморозный период длится 121 день. Среднегодовое количество атмосферных осадков составляет 470 мм, из которых 365 мм выпадает в тёплый период. Продолжительность залегания снежного покрова составляет в среднем 151 день.

## История
До 1917 года центр Созоновской волости Тюменского уезда Тобольской губернии. По данным на 1926 год состояло из 252 хозяйств. В административном отношении являлось центром Созоновского сельсовета Тюменского района Тюменского округа Уральской области.
19 апреля 2019 года Созоновское муниципальное образование было упразднено и село было включено в Каскаринское муниципальное образование.

## Население
| 2010 | 2012  | 2013  | 2014  | 2015  | 2016  | 2017  |
| ---- | ----- | ----- | ----- | ----- | ----- | ----- |
| 1596 | ↘1553 | ↘1525 | ↗1575 | ↘1563 | ↗1579 | ↘1576 |

По данным переписи 1926 года в селе проживало 1113 человек (530 мужчин и 583 женщины), в том числе: русские составляли 99 % населения.
Согласно результатам переписи 2002 года, в национальной структуре населения русские составляли 85 % населения из 1232 чел.